# Sandokan – Tigrul Malaeziei
Sandokan – Tigrul Malaeziei (în italiană Sandokan) este un serial de televiziune italo-franco-vestgerman-britanic, care a fost difuzat pentru prima dată de postul Rai 2 în perioada 6 ianuarie - 8 februarie 1976. Filmul a fost regizat de Sergio Sollima și l-a avut în rolul principal pe actorul punjab Kabir Bedi, având la bază romanele scriitorului Emilio Salgari. În România miniserialul a fost difuzat integral de unele posturi de televiziune și proiectat pe marile ecrane într-o versiune cu o durată redusă.

## Rezumat

### Episodul 1
„Rajahul Alb din Sarawak” Sir James Brooke, supranumit „exterminatorul de pirați”, a devenit foarte puternic și a reușit să creeze un regat independent al patriei sale, Marea Britanie. Unicul său obstacol este numai Sandokan, un prinț malaezian de sânge regal supranumit „Tigrul Malaeziei”. Brooke, cu ajutorul colonelului Sir William Fitzgerald, aflat în misiune în numele reginei Victoria, precum și al unui „tigru” vândut pe nume Koa, atacă nava piratului și-i ucide echipajul.

### Episodul 2
Sandokan a supraviețuit printr-un miracol și a fost adus de valurile mării pe plaja din Labuan, unde a fost salvat de servitorii lordului Guillonk, conducătorul Companiei Indiilor Orientale. Piratul se preface a fi un prinț din Borneo pentru a nu fi ucis de britanici. În acest fel intră în grațiile lordului Guillonk și în același timp se îndrăgostește de nepoata acestuia, Marianna, supranumită „Perla din Labuan”. Cu ocazia zilei de naștere a nepoatei sale, Lordul Guillonk organizează o vânătoare de tigri. Sandokan decide să omoare tigrul și să-i dedice prada Mariannei, așa cum se proceda în Malaezia pentru a-i declara dragoste unei femei.

### Episodul 3
Sandokan ucide tigrul, dar este descoperit și forțat să fugă. El este ajutat de vânătorul bengalez Tremal-Naik și apoi de Daro, servitorul „surd și mut”, care îi salvase viața în Labuan. Daro îl conduce pe Sandokan în satul său, iar „Tigrul Malaeziei” află că niște însoțitori i-au sosit în ajutor, printre care și camaradul său Yanez de Gomera. Sandokan o convinge pe Marianna să-l urmeze în Mompracem, dar pe drum spre insulă sunt surprinși de un crucișător englezesc. Pentru a o salva pe Marianna, Sandokan este forțat să se predea.

### Episodul 4
Corabia lui Sandokan este capturată de crucișătorul englez, iar piratul află că la bordul navei se află inamicul său, James Brooke. Pentru a scăpa de spânzurătoare, Sandokan bea o otravă care cauzează o moarte aparentă, simptomele durând numai trei ore. După ce este aruncat în mare, piratul se trezește la viață și este salvat din fericire de corabia lui Yanez care pornise în urmărirea crucișătorului englez. Yanez este trimis în Labuan deghizat ca Sir Anthony Walker, un om de afaceri scoțian, pentru a o avertiza pe Marianna, ce urma să plece în Anglia, că Sandokan este încă în viață. Piratul portughez este totuși descoperit de Brooke.

### Episodul 5
Sandokan organizează o ambuscadă asupra escortei Mariannei și reușește să o elibereze pe aceasta înainte de a ajunge la punctul de îmbarcare. În timpul luptelor, Sandokan și oamenii lui îi ucid pe Sir William Fitzgerald și pe soldații din escortă și apoi neutralizează atacul următor al lui James Brooke, luându-l prizonier pe acesta. Are loc un schimb de prizonieri, Brooke fiind cedat britanicilor în locul lui Yanez. Acesta din urmă celebrează pe corabie căsătoria lui Sandokan cu Marianna. Trece un an, iar, după o perioadă de liniște și înflorire a Mompracemului, pe insulă se răspândește holera, adusă de Batu, rajahul din Mati, aflat în slujba lui Brooke.

### Episodul 6
În urma epidemiei de holeră, populația din Mompracem este mult redusă numeric. Profitând de această situație, Brooke atacă insula cu soldații săi și reușește să o cucerească. Sandokan, Yanez, Marianna și un grup de oameni loiali încearcă să scape, dar în timpul fugii Marianna este rănită de un glonț în abdomen și moare după scurt timp. Grupul supraviețuitor părăsește insula cu o barcă de pescuit și navighează pe mare. După câteva zile, Sandokan și însoțitorii săi sunt găsiți de o navă condusă de câțiva malayezieni hotărâți să li se alăture, să se opună invaziei conduse de Brooke și să continue lupta împotriva Angliei. Sandokan găsește astfel puterea de a continua războiul de eliberare.

## Distribuție
- Kabir Bedi - Sandokan
- Carole André - Lady Marianna Guillonk
- Philippe Leroy - Yanez De Gomera
- Adolfo Celi - James Brooke, rajahul din Sarawak
- Andrea Giordana - Sir William Fitzgerald
- Hans Caninenberg - Lord Guillonk
- Milla Sannoner - Lucy Mallory
- Mohammed Azad - Sambigliong
- Peter Godfrey Beaumont - comandantul crucișătorului
- Fauzah Dillon - Batu
- Franco Fantasia - căpitanul van Doren
- Kumar Ganesh - Tremal Naik
- Aziz Jaafar - Koa
- Suahimi Bin Othman - tânărul prinț
- John Pettit - Lord Anthony Welker
- Judy Rosly - Mennoa
- Malik Selamat - Păianjenul de Mare
- Shamsi - Giro Batol
- Sharon Yena - tânăra prințesă
- Renzo Giovampietro - doctorul Kirby
- Iwao Yoshioka - Daro

### Dublaje în italiană
- Pino Locchi - Sandokan
- Emanuela Fallini - Lady Marianna Guillonk
- Giuseppe Rinaldi - Yanez De Gomera
- Adolfo Celi - James Brooke
- Andrea Giordana - Sir William Fitzgerald
- Antonio Guidi - Lord Guillonk
- Cesare Barbetti - Tremal Naik
- Sergio Fiorentini - Sambigliong
- Renato Mori - căpitanul Sanderson
- Arturo Dominici - regentul din Selangor
- Daniele Tedeschi - căpitanul Van Doren
- Luciano de Ambrosis - Koa
- Daniele Tedeschi - Batan
- Michele Gammino - Păianjenul de Mare
- Renzo Giovampietro - doctorul Kirby
- Manlio De Angelis - Daro
- Gianni Marzocchi - un servitor
- Antonio Guidi - guru-ul
- Mario Milita - bătrânul
- Romano Ghini - sergentul din escorta Mariannei
- Giorgio Piazza - căpitanul crucișătorului
- Carlo Romano - Sir Antony Welker
- Giorgio Piazza - naratorul

## Producție
Ideea inițială a regizorului Sergio Sollima a fost să facă nu o miniserie de televiziune, ci mai degrabă un film. Sollima a contactat diferiți actori din Asia pentru rolul Sandokan și l-a abordat și pe Toshiro Mifune, actor foarte cunoscut în acea epocă. Sollima a vrut să facă, de fapt, un film foarte realist și a susținut că Mifune era interpretul perfect al Tigrului Malaeziei. Cu toate acestea, proiectul a fost rapid abandonat.
Câțiva ani mai târziu, cu ocazia montajului filmului Il diavolo nel cervello, RAI i-a contactat pe Tullio Kezich și pe Sollima cu scopul de a realiza un miniserial despre Sandokan. Regia filmului i-a fost propusă și lui Sergio Leone, dar acesta a refuzat. 
Kabir Bedi, actor necunoscut la acel moment, s-a prezentat a venit la o audiție pentru rolul lui Tremal-Naik. În ciuda fizicului „grăsuț”, producătorii l-au ales pe Bedi pentru rolul protagonistului Sandokan. Actorul a fost, prin urmare, obligat să se antreneze puternic și a învățat să călărească cai și să înoate. Pentru rolul Marianna, Sollima a vrut-o mult pe actrița franceză Carole André, opunându-se producătorilor care preferau în schimb o actriță italiană. Kumar Ganesh, interpretul lui Tremal-Naik, a fost angajat de producători într-un hotel din Madras, unde lucra pe post de chelner. Adolfo Celi și Philippe Leroy, în schimb, au fost considerați perfecți pentru rolurile lui James Brooke și Yanez de Gomera și au fost angajați aproape imediat de către Sollima, deoarece acesta din urmă îi considera „doi aventurieri autentici”.
Serialul a fost filmat în India, Malaezia și Thailanda și a fost un produs comun al televiziunii italiene (RAI), germane (Bavaria Film) și franceze (O. R. T. F.).

## Coloană sonoră
Coloana sonoră a filmului este compusă de Guido și Maurizio De Angelis.
Albumul Sandokan a fost lansat în format LP în 1976.

### Piese muzicale
1. Sandokan (S. Sollima - S. Duncan Smith - G. & M. De Angelis)
2. Mompracem
3. Sweet Lady Blue (Orchestrale)
4. Caccia Alla Tigre
5. Marianna
6. Colera
7. Sweet Lady Blue Vocals (S. Duncan Smith - G. & M. De Angelis)
8. Arrivo Di Sandokan
9. Brooke
10. Dedicata A Marianna
11. Sandokan (Orchestrale)
12. Goodbye Sandokan

Piesa de deschidere cu titlul "Sandokan" a fraților De Angelis s-a bucurat de un mare succes, devenind una dintre cele mai renumite melodii italiene ale timpului.

## Lansare
Serialul, împărțit în șase episoade de aproximativ 60 de minute, a fost difuzat pentru prima dată în Italia pe postul RAI Uno din 6 ianuarie și până în 8 februarie 1976, având o audiență de 27 de milioane de telespectatori. Sandokan a stabilit un record absolut, ajungând la o cotă care, până atunci, nu a fost încă atinsă în Italia de niciun program de televiziune. 
Publicul a salutat filmul, care în curând a devenit un cult pentru mulți tineri italieni și au început să se vândă tricouri, costume de carnaval, jucării, album cu figurine autocolante și multe altele. Kabir Bedi, care era la acel moment un actor necunoscut, a devenit după Sandokan o persoană aproape venerată de către o mulțime de tineri.
 
Același actor a declarat într-un interviu:
„(...) întotdeauna am considerat succesul lui Sandokan ca cea mai mare avere a mea. Pentru că el este cel care m-a făcut ceea ce fiecare actor visează să fie: de neuitat”

## Răspuns critic
În ciuda marelui succes la public, Sandokan a fost întâmpinat cu „răceală” de criticii italieni care au afirmat că proiectul a fost doar o „operațiune culturală prostească și inutilă de a reînvia un roman ridicol la televiziune”. 
Enciclopedia cinematografică germană Lexikon des internationalen Films descrie astfel acest film: „Malaezia din perioada colonială: în timp ce vâna un tigru, un localnic salvează o lady engleză de o pisică sălbatică. Ei se îndrăgostesc, dar tânărul bărbat trebuie să fugă după ce a fost recunoscut de un ofițer britanic drept prințul rebel Sandokan. Tânăra femeie, care, printr-un șiretlic, a reușit să ajungă la iubitul ei, este ucisă în urma unui atac al britanicilor. Sandokan jură să se răzbune. Un joc colorat de-a hoții și vardiștii cu numeroase scene de luptă într-un decor exotic. Difuzat sub titlul „Il Tigre”, el este un film de aventuri fără mari pretenții, care este decupat din cele trei episoade ale serialului de televiziune.”.

## Continuare și proiecte derivate
Succesul lui Sandokan i-a convins pe producători și pe regizorul Sergio Sollima să realizeze o continuare intitulată La tigre è ancora viva: Sandokan alla riscossa!. Sollima a decis apoi să nu mai realizeze o continuare, ci să adapteze pentru cinema un alt roman de Emilio Salgari, Il corsaro nero. Sollima a realizat filmul Il corsaro nero, reluând perechea Kabir Bedi - Carole André, de data aceasta în rolul Corsarului Negru și al Honoratei Van Guld.
Succesul a determinat postul RAI să proiecteze și un serial de desene animate intitulat Sandokan - La tigre della Malesia.
În 1993 Sollima a prezentat proiectul unei continuări ulterioare a filmului (de data aceasta cu personajul Tremal Naik) mai întâi la RAI și apoi la Festivalul de la Cannes, dar, ca urmare a schimbării conducerii postului RAI, proiectul a eșuat. Mai târziu, Canale 5 a reluat proiectul lui Sollima și i-a încredințat lui Enzo G. Castellari regia filmului Il ritorno di Sandokan, care nu trebuie să fie considerată drept continuare a filmului La tigre è ancora viva: Sandokan alla riscossa!
Sollima a regizat mai apoi filmul Il figlio di Sandokan, tot cu Kabir Bedi.